# Centre Island
Centre Island – niezamieszkana wyspa należąca do Archipelagu Arktycznego, znajdująca się w regionie Kivalliq, Nunavut, Kanada. Położona jest w zatoce Chesterfield Inlet.